# Вашковецкий спиртовой завод
Вашковецкий спиртовой завод — предприятие пищевой промышленности в городе Вашковцы Вижницкого района Черновицкой области Украины.

## История
28 июня 1940 года в составе Северной Буковины город Вашковцы вошёл в состав СССР и получил статус города районного значения. В это время населённый пункт представлял собой слаборазвитое местечко, но после того, как он стал административным центром Вашковецкого района здесь началось развитие местной промышленности.
В ходе Великой Отечественной войны город был оккупирован немецко-румынскими войсками с 7 июля 1941 по 27 марта 1944 года, но после окончания боевых действий началось восстановление хозяйства. В соответствии с четвёртым пятилетним планом восстановления и развития народного хозяйства СССР здесь были построены несколько промышленных предприятий.
В целом, в советское время спиртзавод входил в число ведущих предприятий города.
После провозглашения независимости Украины завод перешёл в ведение государственного комитета пищевой промышленности Украины.
В марте 1995 года Верховная Рада Украины внесла завод в перечень предприятий, приватизация которых запрещена в связи с их общегосударственным значением.
После создания в июне 1996 года государственного концерна спиртовой и ликёро-водочной промышленности «Укрспирт», завод был передан в ведение концерна «Укрспирт».
По состоянию на начало 2001 года спиртзавод и хлебокомбинат являлись крупнейшими действующими предприятиями города.
Начавшийся в 2008 году экономический кризис осложнил положение спиртзавода, и в мае 2008 года хозяйственный суд Черновицкой области возбудил дело о его банкротстве, 2 июня 2009 года был утверждён реестр требований кредиторов на общую сумму 1 994 574,4 гривен, в дальнейшем сроки рассмотрения дела несколько раз продлевали.
В июле 2010 года государственный концерн «Укрспирт» был преобразован в государственное предприятие «Укрспирт», завод остался в ведении ГП «Укрспирт», но был отнесён в число предприятий, которые подлежат реорганизации.
В соответствии с обращением отдела государственной налоговой службы в Вижницком районе рассмотрение дела о банкротстве завода было отложено до 10 февраля 2014 года. 5 мая 2018 года предприятие было выставлено на продажу на аукционе.